# 白畑よし
白畑 よし（しらはた よし、1906年10月29日 - 2006年6月2日）は、日本の美術史家。日本の女性美術史家の草分けであった。
山形県酒田市出身。指物師であった父の上京に従い9歳で東京に移る。文部省美術研究所(現東京国立文化財研究所)を経て、1952年京都国立博物館に入る。1962年資料室長。絵巻、大和絵を研究、女絵の様式展開の解明に貢献した。

## 著書
- 『日本名画の話』美術出版社 少年美術文庫 1951
- 『やまと絵 日本の美と教養』河原書店 1967
- 『王朝の絵巻』鹿島研究所出版会 1968
- 『京のうちそと』駸々堂出版 京都文庫 1971

### 編纂・共著
- 『尾形光琳　紅白梅図燕子花図』日本の古典 絵画篇 山口蓬春,柳亮共著 美術出版社 1955
- 『古美術ガイド京都』武田恒夫,金沢弘共著 美術出版社 1964
- 『日本絵巻物全集 第17巻 寝覚物語絵巻,駒競行幸絵巻,小野雪見御幸絵巻,伊勢物語絵巻,なよ竹物語絵巻,葉月物語絵巻,豊明絵草子』角川書店 1965
- 『日本絵画館 3 平安 2』浜田隆共編 講談社 1970
- 『日本の遊戯具 1　貝あわせ』冨士谷あつ子共著 フジアート出版 1974
- 『時代屏風』写真:徳田光円 京都書院 1974
- 『円山派衣裳画 三井家伝来』切畑健共著 紫紅社 1975
- 『新修日本絵巻物全集 12 西行物語絵巻・当麻曼荼羅縁起』編集担当 角川書店 1977
- 『日本美術全集 第9巻 王朝の美術 源氏物語絵巻と三十六人家集』編集 学習研究社 1977
- 『日本の美と文化 5 王朝と浄土 花鳥風月の宴』松岡正剛、後藤繁雄共編著 講談社 1982
- 『近世屏風絵秀粋』中村渓男共著 京都書院 1983
- 『時代屏風聚花』共著 しこうしゃ図書販売 1990
- 『心葉 平安の美を語る』志村ふくみ共著 人文書院 1997

## 論文
- Cinii